# Administração Apostólica de Valença
A Administração Apostólica de Valença, no Minho, Portugal, foi instituída em 1385. Caso peculiar, consequência da vontade portuguesa pela fortificação pela independência de Portugal e o aproveitamento do Grande Cisma do Ocidente, uma vez que o Alto Minho fazia parte da diocese de Tui e a sua sede se situava além do rio Minho, na cidade de Tui, que se manteve doravante na margem norte do mesmo rio.
Depois, em 1514, foi  incorporada na Diocese de Ceuta que a passa administrar por bula de Romanus Pontifex, do Eugénio IV. A partir de 1645 a cidade de Ceuta deixa de pertencer a Portugal e o seu bispado passa a ser possessão espanhola. A parte territorial no norte de Portugal, entre o Rio Minho e Rio Lima passa então a fazer parte da Arquidiocese de Braga.
A Administração Apostólica de Valença do Minho nunca foi uma diocese histórica, pelo que não é actualmente uma sé titular.
A região entre Minho e Lima desfrutou sempre de uma certa autonomia religiosa até 1514, quando foi incorporada na diocese de Braga no tempo de D. Diogo de Sousa. A sede religiosa da região ter-se-á situado em Viana do Castelo, Tuy, de 569 a 1382, Valença, de 1382 a 1444 e Ceuta, de 1444 a 1514.
A sua origem está de certa forma ligada à diocese galega de Tui. O momento crítico da história da Igreja e consequentemente da diocese foi a do cisma do Ocidente (1378-1417), pela divisão criada também  entre os membros do Cabido, adscritos a favor dos vários pontífices. Assim após a polêmica, a Colegiada de Valença do Minho com 230 paróquias em território português se desmembrava do bispado de Tui.
Logo que foi perdido a sua circunscrição eclesiástica, começou a crescer a aspiração dos católicos do Alto Minho pela restauração da sede em Valença do Minho ou em Viana da Foz do Lima, como era então conhecida Viana do Castelo. Esta aspiração teve o seu primeiro processo, em 1545, no reinado de D. João III, juntamente com os pedidos de Freixo de Espada à Cinta, Covilhã e Abrantes.
Foi sua efémera cátedra a igreja quatrocentista da Colegiada de Santo Estêvão, quando Valença foi administração eclesiástica independente. Nela ainda existe “huma cadeira antiga para os Bispos que ali se achassem administrado esta terra de entre Lima e Minho” que importa conhecer, estimar e valorizar.
Em 1977, ao ser criada a nova Diocese de Viana do Castelo, esta passou a recobrir, sensivelmente, a mesma área da antiga Administração Apostólica.

## Lista de Administradores Apostólicos de Valença (do Minho)

### Bispos Residentes em Ceuta
1. João Manuel (1443-1459)
2. Diogo Ortiz de Vilhegas (1500-1504)
3. Henrique de Coimbra (m. 1532), confirmado pelo Papa Júlio II em 30 de Janeiro de 1505.
4. Jaime de Lencastre (~1533), neto de D. João II e Primaz de África
5. Agostinho Ribeiro (1602), n. a 4 de Março de 1563, m. a 12 de Agosto de 1621